# Stella Bonasera
 (octobre 2024).
Si vous disposez d'ouvrages ou d'articles de référence ou si vous connaissez des sites web de qualité traitant du thème abordé ici, merci de compléter l'article en donnant les références utiles à sa vérifiabilité et en les liant à la section « Notes et références ».
Pour les articles homonymes, voir Bonasera.
Stella Bonasera est un personnage de fiction, héroïne de la série télévisée Les Experts : Manhattan, incarné par l'actrice américaine Melina Kanakaredes.

## Biographie
D’origine gréco-italienne, Stella se sent avant tout new-yorkaise. Orpheline, elle cherche à découvrir la vérité sur le meurtre non élucidé de son père.
Dévouée à son travail, c’est une femme indépendante au caractère inébranlable marqué d’une grande personnalité, ainsi que d’une grande intelligence. Ce tempérament l’a conduite naturellement à rejoindre les rangs de la police criminelle, un métier devenu une véritable passion. Elle a le grade de lieutenant de police. Obsédée par son travail, elle se montre d’une détermination sans faille. Directe, elle exprime ses convictions avec vigueur et n’est pas du genre à éviter les affrontements.
Elle est très proche de Mac Taylor, le superviseur de l'équipe des experts et se soucie beaucoup de son bien-être physique et mental. On verra aussi qu'elle se préoccupe beaucoup de Lindsay Monroe dans la saison 3, puis dans la saison 5 lorsque celle-ci est enceinte, malgré son approche un peu froide.
Elle a eu une relation très difficile avec Frankie Mala, un homme brutal qu'elle a dû tuer avant qu'il ne la tue. Durant de nombreuses affaires elle se retrouve confrontée à des cas similaires, ce qui la motive encore plus dans son travail. Lors d'une enquête (épisode 63 : Cœur de verre) au cours de la saison 3, après s'être coupée la main sur une scène de crime, Stella est très inquiète d'avoir attrapé le virus du VIH. Elle sera soulagée quelques semaines plus tard lorsqu'elle recevra des résultats négatifs. Dans la saison 5, Stella sera aussi confrontée à une enquête délicate concernant des meurtres pouvant être perpétrés par l'ambassade grecque. Elle se fera agresser puis harceler, ce qui la déstabilisera beaucoup.
Dans la saison 6 elle tutoie Mac, elle sera préoccupée d'une affaire et risque de se noyer dans Repose en paix. Après la mort de Shane Casey elle quitte le labo, où elle est remplacée par Jo Danville.